# Streitgegenstand
Der Streitgegenstand bezeichnet im deutschen Zivilprozessrecht den prozessualen Anspruch, den eine Partei auf der Grundlage eines bestimmten Lebenssachverhaltes in einem gerichtlichen Verfahren geltend macht.

## Begriff
In der Zivilprozessordnung wird der Begriff Streitgegenstand nicht durchgängig verwendet, oft wird stattdessen der erhobene Anspruch genannt (beispielsweise in § 253 Abs. 2 Nr. 2 ZPO). Eine gesetzliche Definition gibt es nicht. Der ursprüngliche Gesetzgeber ging noch davon aus, dass der prozessuale Anspruch mit dem materiell-rechtlichen Anspruch, wie ihn § 194 BGB definiert, identisch wäre. Eine Ansicht, die heute überholt ist: Prozessualer und materiell-rechtlicher Anspruch können gar nicht identisch sein, denn im Prozess soll ja gerade erst geprüft werden, ob der materiell-rechtliche Anspruch besteht.

## Inhalt
Nach herrschender Meinung setzt sich der Streitgegenstand aus dem zu einem Antrag gefassten Klagebegehren (Leistung, Feststellung oder Gestaltung) und dem dazu vorgetragenen Lebenssachverhalt, dem Klagegrund zusammen (zweigliedriger Streitgegenstandsbegriff). Der Lebenssachverhalt sei hierbei das ganze, einen Klageantrag zugrunde liegende tatsächliche Geschehen, das bei natürlicher Betrachtung zusammengehört. Eine andere Ansicht vertritt den eingliedrigen Streitgegenstandsbegriff, wonach nur der Antrag des Klägers den Streitgegenstand bestimmt. Folgt man der herrschenden Meinung, dann ändert sich der Streitgegenstand immer dann, wenn sich entweder der Antrag ändert, oder wenn ein anderer Lebenssachverhalt zur Grundlage des Antrags gemacht wird. Die dritte Ansicht geht von einem materiellrechtlichen Bestimmung aus. Der BGH geht in ständiger Rechtsprechung vom zweigliedrigen Streitgegenstandsbegriff aus.

## Relevanz
Anhand des Streitgegenstandes bestimmt sich auch die Zulässigkeit einer Klage: ist die Streitsache nämlich bereits anderweitig rechtshängig, so ist die Klage unzulässig und wird abgewiesen. Damit werden sich widersprechende Entscheidungen über denselben Streitgegenstand vermieden. Liegt bereits eine rechtskräftige Entscheidung über denselben Streitgegenstand vor, ist die Klage ebenfalls unzulässig. Über denselben Streitgegenstand darf nur einmal entschieden werden, um mit der Entscheidung einen endgültigen Rechtsfrieden und damit Rechtssicherheit für die Beteiligten herbeizuführen.
Ob ein Kläger einen oder mehrere Streitgegenstände vorträgt, wird bei der objektiven Klagehäufung nach § 260 ZPO relevant. Ändert sich der Streitgegenstand während des Prozesses, liegt eine Klageänderung nach den §§ 263 ff. ZPO vor. Beides hat weitere Konsequenzen für den Ablauf des Prozesses und die Kosten des Rechtsstreits.
Der Streitgegenstandsbegriff im Verwaltungsprozess wird von demjenigen des Zivilprozesses abgeleitet, unterscheidet sich aber dadurch, dass vornehmlich auf den zur Entscheidung gestellten Sachverhalt und weniger auf den Antrag abgestellt wird.

## Beispiel
Der Arbeitnehmer erhebt Kündigungsschutzklage gegen seinen Arbeitgeber, nicht aber Klage auf Zahlung des Annahmeverzugslohns. Durch die Erhebung der Kündigungsschutzklage wird die Verjährung des Anspruchs auf Annahmeverzugslohn nicht gehemmt, weil es sich um zwei verschiedene Streitgegenstände handelt. Der Anspruch auf Annahmeverzugslohn verjährt deshalb, obwohl Kündigungsschutzklage erhoben wurde.